# Benuang Galing
Benuang Galing is een bestuurslaag in het regentschap Kepahiang van de provincie Bengkulu, Indonesië. Benuang Galing telt 1143 inwoners (volkstelling 2010).